# Фотография с женщиной и диким кабаном
«Фотография с женщиной и диким кабаном» (латыш. Fotogrāfija ar sievieti un mežakuili) — советский художественный фильм режиссёра Арвидса Криевса. Детектив по сценарию Андриса Колбергса, снятый на Рижской киностудии в 1987 году.

## Сюжет
Фильм о расследовании загадочного убийства молодого фотографа Рудольфа, застреленного из охотничьего ружья во дворе многоквартирного дома в центре города. О желании следователя дойти до истинных мотивов преступления, несмотря на то, что довольно скоро появился подозреваемый, взявший на себя ответственность за совершённое преступление.
Персонажи: Рудольф Димда — модный фотограф, недавно развёлся с женой. Любит женское общество, сделал несколько откровенных фото учительницы Юдиты, соблазнил её, но отказался принять, когда она ушла от мужа.
Карлис Валдерс — инвалид афганской войны, сосед Рудольфа по коммунальной квартире. Школьником был учеником Юдиты, страстно, но безответно любил её. Считает Рудольфа пошлым и гадким развратником. Уверял следствие, что это он из чувства ненависти стрелял в фотографа.
Конрад Улфс — молодой следователь прокуратуры, оспаривает виновность своего бывшего сослуживца Карлиса. Убийца после выстрела ушёл с места преступления через чердачное окно, что невозможно было проделать парализованному Карлису.
Юдита Жирака — состоит в браке с Зигурдсом, имеет над ним власть, добилась, что дом был переписан на её имя. Знает о любви к ней Карлиса, но сознательно идёт на связь с его приятелем Рудольфом.
Зигурдс Жиракс — обладатель большого дома, доставшегося в наследство от отца. Был подкаблучником и закрывал глаза на романы своей жены. Опасаясь, что после ухода Юдиты она может претендовать на владение домом и доходной оранжереей — убивает Рудольфа. Он не холодный убийца, в его поступке мало логики. Когда ушли эмоции и Зигурдс понял, что вскоре будет разоблачён — кончает с собой.

## В ролях
- Алвис Херманис — Карлис Валдерс
- Мирдза Мартинсоне — Юдита Жирака, учительница
- Петерис Гаудиньш — Рудольф Димда, фотограф
- Саулюс Баландис — Конрад Улфс, сотрудник уголовного розыска
- Ивар Калныньш — Зигурдс Жиракс
- Эльза Радзиня — Паула
- Варис Ветра — Арнис
- Инесе Паберза — Гилда Димда

В эпизодах:
Нина Незнамова, Майга Гринберга, Виестурс Риекстс, Анна Романовска, Юрис Жагарс, Гундарс Аболиньш, Элла Беделе, Карлис Памше, Санита Витола, Сармите Элерте, Нормундс Науманис, Андрис Колбергс, Андрейс Жагарс

## Съёмочная группа
- Автор сценария: Андрис Колбергс
- Режиссёр-постановщик: Арвидс Криевс
- Оператор-постановщик: Давис Симанис
- Композитор: Мартиньш Браунс
- Художник-постановщик: Василий Масс
- Звукооператор: Анрийс Кренбергс
- Режиссёр: Вия Озере
- Оператор: Валдемар Емельянов
- Художник по костюмам: Вечелла Варславане
- Художник-гримёр: Эдита Нориете
- Художник-фотограф: Гунтис Грунте
- Монтажёр: Лиена Балиня
- Редактор: Антонс Брокс
- Музыкальный редактор: Андис Плокс
- Ассистенты режиссёра: Бенита Лаче, Валия Церцина
- Ассистенты оператора: Айварс Дамбекалнс, Улдис Миллерс
- Ассистент художника: Ария Мейдропа
- Администратор: Агрис Зобиньш
- Зам. директора: Айва Симане, Индра Суханова
- Директор: Вия Миллере